# Grant Show
Grant Alan Show (Detroit, 27 febbraio 1962) è un attore statunitense, che lavora in campo televisivo, noto per il ruolo di Jake Hanson nel serial Melrose Place, per quello di Spence Westmore in Devious Maids - Panni sporchi a Beverly Hills e per il ruolo di Blake Carrington in Dynasty.

## Biografia
Nato a Detroit, debutta nel 1984 nella soap opera I Ryan, mentre in seguito lavora in diversi film per la televisione, fino a quando nel 1992 appare in due episodi di Beverly Hills 90210 nel ruolo di Jake Hanson; il suo ruolo sarà da tramite per lo spin-off Melrose Place, di cui sarà uno dei protagonisti fino al 1997, anno in cui lascia la serie. Negli anni seguenti recita in vari film TV ed appare in diverse serie televisive, come Six Feet Under, Squadra Med - Il coraggio delle donne, Beautiful People, Point Pleasant, Dirt e Swingtown.
Nel 2009 partecipa come guest star nella serie TV Private Practice, nel ruolo di Archer Montgomery, fratello di Addison. Tra il 2009 e il 2010 ha preso parte alla sit-com Incinta per caso. Nel 2012 partecipa al film diretto da Ole Bornedal The Possession, in cui recita accanto a Jeffrey Dean Morgan e Kyra Sedgwick. Nel 2012 entra nel cast di Devious Maids - Panni sporchi a Beverly Hills, dove interpreta Spence Westmore. Nel 2017 entra a far parte della serie tv Dynasty reboot nei panni di Blake Carringhton.

## Vita privata
Si è sposato nel 2004 con l'attrice e modella Pollyanna McIntosh dalla quale ha divorziato nel 2011. Nel luglio del 2012, Show si è fidanzato con l'attrice Katherine LaNasa, con la quale si è sposato il 18 agosto 2012.

## Filmografia

### Cinema
- A Woman, Her Men, and Her Futon, regia di Michael Sibay (1992)
- Marmalade, regia di Kim Dempster (2004)
- La ragazza della porta accanto (The Girl Next Door), regia di Gregory Wilson (2007)
- Raw Footage, regia di J. Rupert Thompson (2007) - cortometraggio
- All Ages Night, regia di Nancy Montuori Stein (2009)
- Action Figures, regia di Martin Cohen (2011)
- Fxxxen Americans, regia di Marcos A. Ferraez (2011) - cortometraggio
- Born to Race, regia di Alex Ranarivelo (2011) - direct to video
- Coming Up for Air, regia di Bobby Field (2011) - cortometraggio
- Mindfield, regia di Nina Lopez-Corrado (2012) - cortometraggio
- The Possession, regia di Ole Bornedal (2012)
- Born to Race: Fast Track, regia di Alex Ranarivelo (2014) - direct to video

### Televisione
- I Ryan (Ryan's Hope) - soap opera, 5 episodi (1985-1986)
- ABC Afterschool Specials - serie TV, episodio 14x02 (1985)
- Love Boat (The Love Boat) - serie TV, episodi 9x14-9x15 (1986)
- When We Were Young, regia di Daryl Duke (1989) - film TV
- True Blue - serie TV, 12 episodi (1989-1990)
- Lucky/Chances, regia di Buzz Kulik - miniserie TV (1990)
- Follia in alto mare (Treacherous Crossing), regia di Tony Wharmby (1992) - film TV
- Beverly Hills 90210 - serie TV, episodi 2x27-2x28 (1992)
- Coopersmith - Profumo d'omicidio (Coopersmith), regia di Peter Crane (1992) - film TV
- Melrose Place - serie TV, 158 episodi (1992-1997)
- La legge di Burke (Burke's Law) - serie TV, episodio 1x01 (1994)
- Models, Inc. - serie TV, episodio 1x01 (1994)
- Texas, regia di Richard Lang (1994) - film TV
- Between Love and Honor, regia di Sam Pillsbury (1995) - film TV
- Pretty Poison, regia di David Burton Morris (1996) - film TV
- Mother Knows Best, regia di Larry Shaw (1997) - film TV
- Il prezzo del coraggio (The Price of Heaven), regia di Peter Bogdanovich (1997) - film TV
- Los Angeles - Tempesta di ghiaccio (Ice), regia di Jean de Segonzac (1998) - film TV
- Partners - serie TV, episodio 1x04 (1999)
- The Alchemists, regia di Peter Smith (1999) - film TV
- Ed - serie TV, episodio 1x09 (2000)
- UC: Undercover - serie TV,2 episodi (2001)
- Six Feet Under - serie TV, episodi 2x03-2x04-2x13 (2002)
- Arli$$ - serie TV, episodio 7x05 (2002)
- Encrypt, regia di Oscar L. Costo (2003) - film TV
- Sex & the Single Mom, regia di Don McBrearty (2003) - film TV
- Mystery Girl, regia di Adam Shankman (2004) - cortometraggio TV
- Homeland Security - A difesa della nazione (Homeland Security), regia di Daniel Sackheim (2004) - film TV
- Squadra Med - Il coraggio delle donne (Strong Medicine) - serie TV, 5 episodi (2004)
- Un padre per Jake (More Sex & the Single Mom), regia di Don McBrearty (2005) - film TV
- Point Pleasant - serie TV, 13 episodi (2005-2006)
- Beautiful People - serie TV, 4 episodi (2005-2006)
- Dirt - serie TV, 4 episodi (2007)
- Swingtown - serie TV, 13 episodi (2008)
- Private Practice - serie TV, 7 episodi (2008-2011)
- Grey's Anatomy – serie TV, episodio 5x15 (2009)
- Natalee Holloway, regia di Mikael Salomon (2009) - film TV
- Incinta per caso (Accidentally on Purpose) - serie TV, 16 episodi (2009-2010)
- Scoundrels - serie TV, episodio 1x03 (2010)
- Big Love - serie TV, 5 episodi (2011)
- Giustizia per Natalee (Justice for Natalee Holloway), regia di Stephen Kay (2011) - film TV
- Burn Notice - Duro a morire (Burn Notice) - serie TV, episodi 5x01-5x02-5x04 (2011)
- CSI - Scena del crimine (CSI: Crime Scene Investigation) - serie TV, episodi 12x09-12x11 (2011-2012)
- The Exes - serie TV, episodio 3x04 (2013)
- Devious Maids - Panni sporchi a Beverly Hills (Devious Maids) - serie TV, 44 episodi (2013-2016)
- Criminal Minds - serie TV, episodio 10x11 (2015)
- Satisfaction - serie TV, 7 episodi (2015)
- The Family – serie TV, 10 episodi (2016)
- Dynasty – serie TV (2017-2022)

## Doppiatori italiani
Nelle versioni in italiano delle opere in cui ha recitato, Grant Show è stato doppiato da:
- Alessio Cigliano in Devious Maids - Panni sporchi a Beverly Hills, Satisfaction, The Family
- Francesco Prando in Dirt, CSI - Scena del crimine, Dynasty
- Riccardo Rossi in Beverly Hills 90210, Melrose Place, Models Inc.
- Daniele Barcaroli in Encrypt
- Ciro Emanuele Sponzilli in Homeland Security - A difesa della nazione
- Luigi Rosa in Squadra Med - Il coraggio delle donne (ep. 4x20-22)
- Lorenzo Scattorin in Squadra Med - Il coraggio delle donne (ep. 5x23)
- Fabio Boccanera in Private Practice (st. 2)
- Massimo Rossi in Private Practice (ep. 4x14)
- Christian Iansante in Swingtown
- Fabrizio Pucci in Incinta per caso
- Massimo Lodolo in Point Pleasant
- Teo Bellia in Burn Notice - Duro a morire
- Pasquale Anselmo in The Possession